# Fahrradschlange
Die Fahrradschlange (dänisch: Cykelslangen) ist eine Brücke ausschließlich für den Radverkehr im Stadtteil Vesterbro in Kopenhagen. Sie schafft eine Verbindung zwischen dem S-Bahnhof Dybbølsbro und Bryggebroen, dies wiederum eine Brücke, die für Radfahrer und Fußgänger zugelassen ist. Die Fahrradschlange wurde vom Architekturbüro Dissing + Weitling entworfen und 2014 vom Bauunternehmen MT Højgaard für die Stadt Kopenhagen gebaut. Das Bauwerk besteht aus einer schlangenförmig verlaufenden 190 Meter langen Stahlbrücke und 30 Meter langen Rampen.

## Gestalterische und verkehrliche Lösung
Die Fahrradschlange ist zu einem gewissen Teil von der Fuß- und Radwegbrücke Bryggebroen inspiriert, für die Dissing + Weitling ebenfalls verantwortlich zeichnet. Die Fahrradschlange ist weiß gestrichen, mit Ausnahme der 4 Meter breiten Fahrbahn des orange eingefärbten Zwei-Richtungsradwegs auf der Brücke, die sich sechs bis sieben Meter über der Wasserfläche des Hafenbeckens befindet. Geländer schützen die Radfahrer vor Stürzen. In die Geländer sind Lichter eingebaut, damit die Fahrradschlange auch im Dunkeln befahren werden kann. Darüber hinaus stellt die illuminierte Brücke ein schickes Designelement im Hafen dar. Die Brücke wird von einer Reihe von Pfeilern getragen, die Spannweite zwischen ihnen beträgt 17 Meter. Die rohrförmigen Pfeiler sind an ihrem oberen Ende durch einen durchlaufenden Stahlträger miteinander verbunden, auf dem der Brückenoberbau mittig aufliegt. Pfeiler und Oberbau bilden im Profil die Form eines T.
Die Fahrradschlange beginnt südöstlich der Kreuzung zwischen Dybbølsbro und Kalvebod Brygge. Sie schlängelt sich, teils über Wasser, teils über Land, in entsprechender Höhenlage außen an dem Gebäude des Einkaufszentrum Fisketorvet entlang und endet bei Havneholmen, wo sie die unmittelbare Verlängerung der 2006 eröffneten, kombinierten Fuß- und Radwegbrücke Bryggebroen nach Islands Brygge darstellt. Zusammen ermöglichen die Fahrradschlange und Bryggebroen eine direkte Radverbindung zwischen Islands Brygge und Vesterbro mit einer Verkürzung der Reisezeiten in Richtung der Universitäten, DR Byen und Ørestad. Bevor die Fahrradschlange gebaut war, mussten Radfahrer ihre Fahrräder am Kalvebod Brygge eine Treppe hinauf und hinunter tragen. Der Bereich des Einkaufszentrums und des Fischmarktes (dänisch: Fisketorvet) wird mit einem beliebten Freibad und weiteren Anziehungspunkten insbesondere in den Sommermonaten stark von Fußgängern frequentiert. Es kam zu häufigen Konflikten zwischen Radfahrern und Fußgängern. Eine getrennte Führung des Rad- und Fußverkehrs ist erst durch den Bau der Fahrradschlange möglich geworden.
Aber auch nach dem Bau gibt es noch Konflikte mit Fußgängern, die unerlaubterweise die Fahrradschlange benutzen, weil dies einfacher ist, als die Treppe benutzen zu müssen.  Dies ergab sich beispielsweise aus einer Verkehrszählung auf der Brücke, die am Donnerstag, den 19. September 2019, von 7 bis 19 Uhr durchgeführt wurde. Zu den 14.309 Fahrrädern, die die Brücke während der 12 Stunden nutzten, kamen noch 40 Fußgänger und ein Kinderwagen. Die Radfahrer teilten sich auf in 13.720 normale Fahrräder, 388 Lastenfahrräder und 201 Elektroroller etc. Der Verkehr in Richtung Bryggebroen war während der morgendlichen Hauptverkehrszeit am stärksten und am Nachmittag umgekehrt.

Bilder von der Fahrradschlange in Kopenhagen
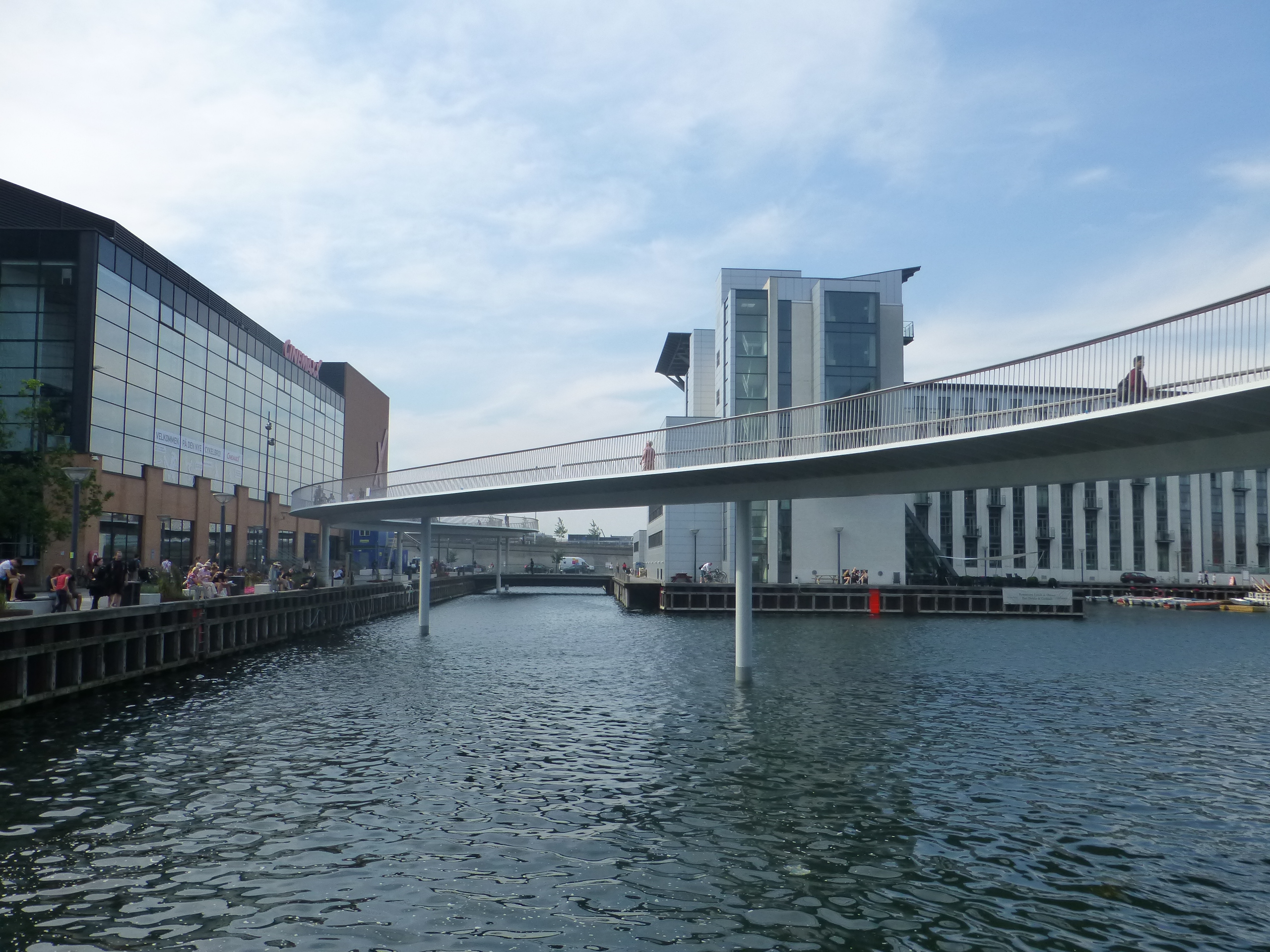
Die Fahrradschlange kurz nach ihrer Einweihung 2014
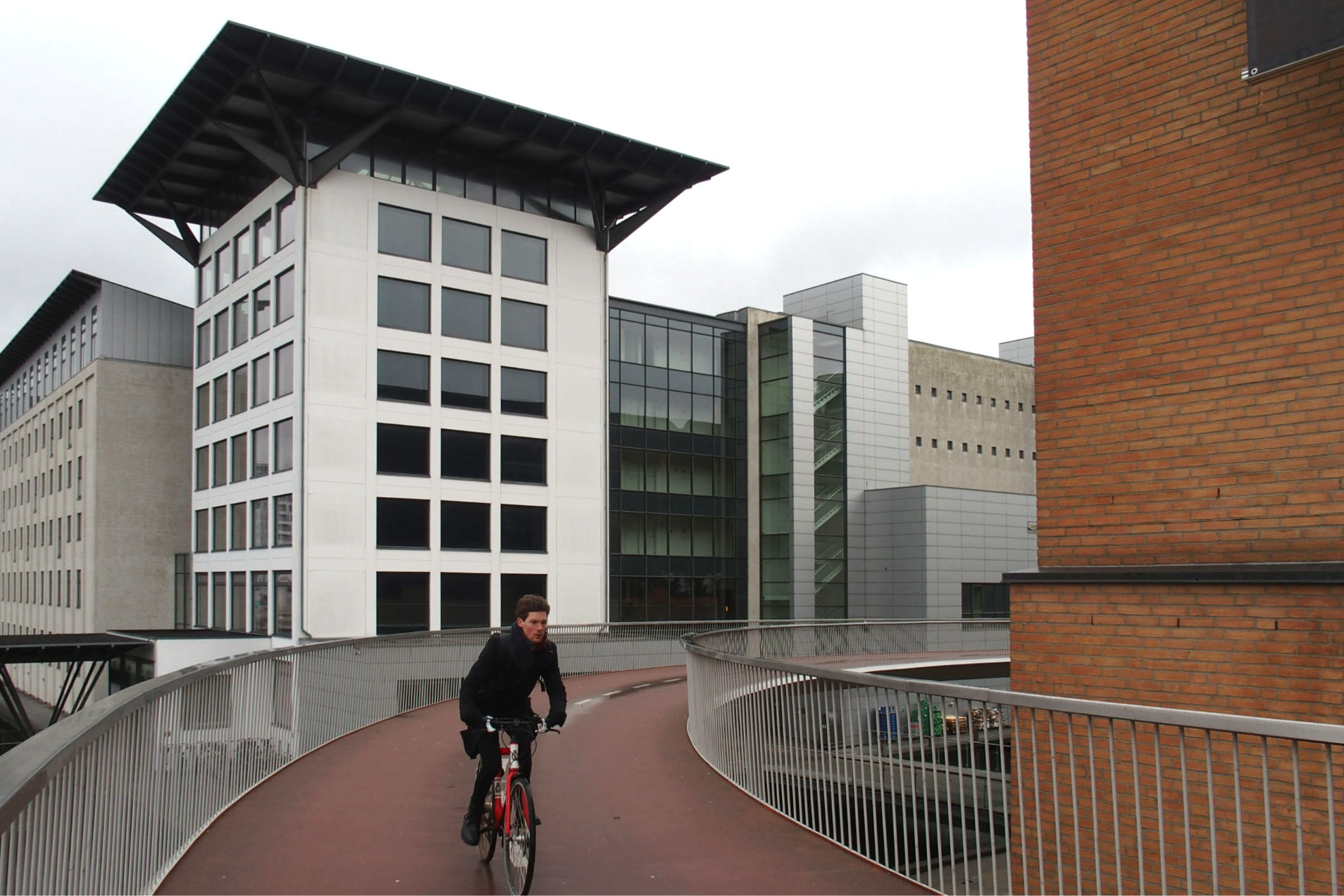
Mit dem Rad auf der Fahrradschlange
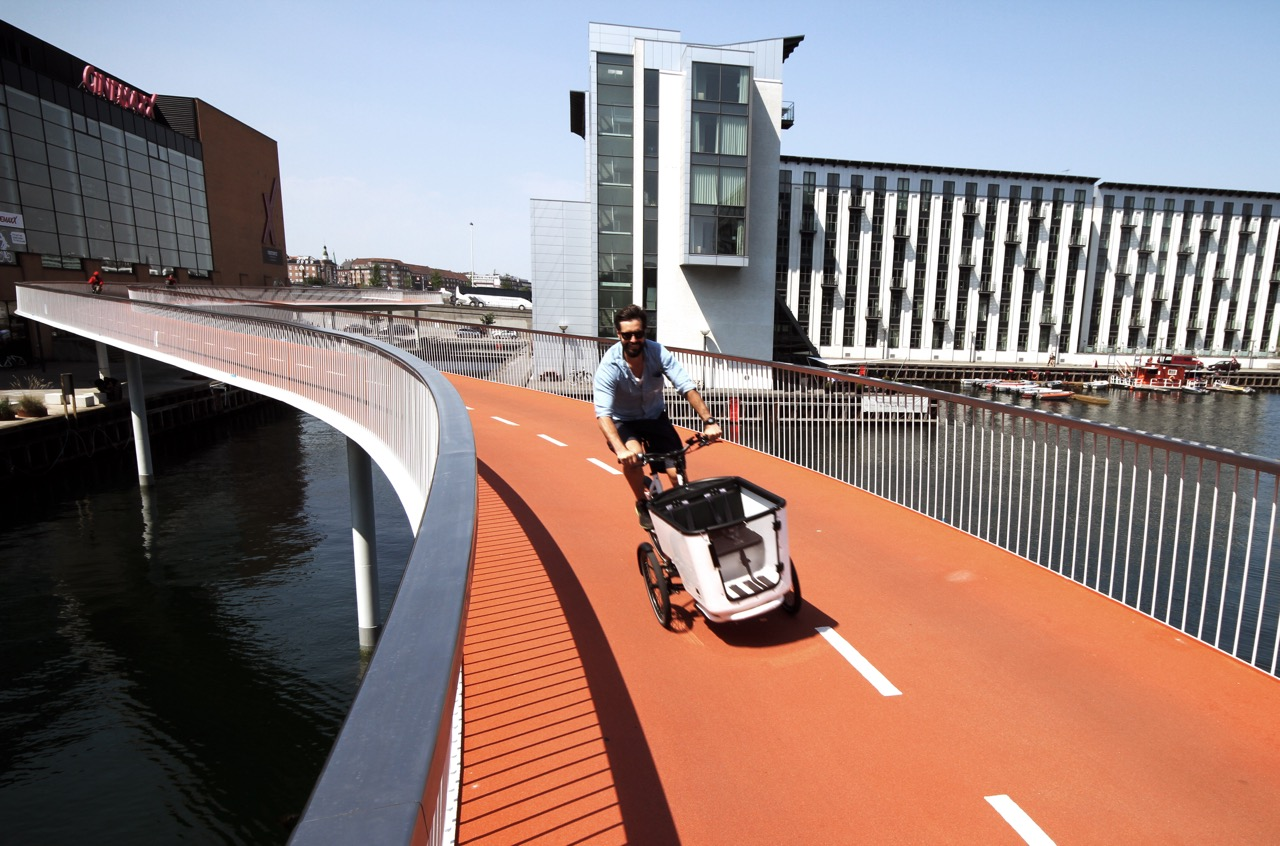
Lastenrad auf der Fahrradschlange
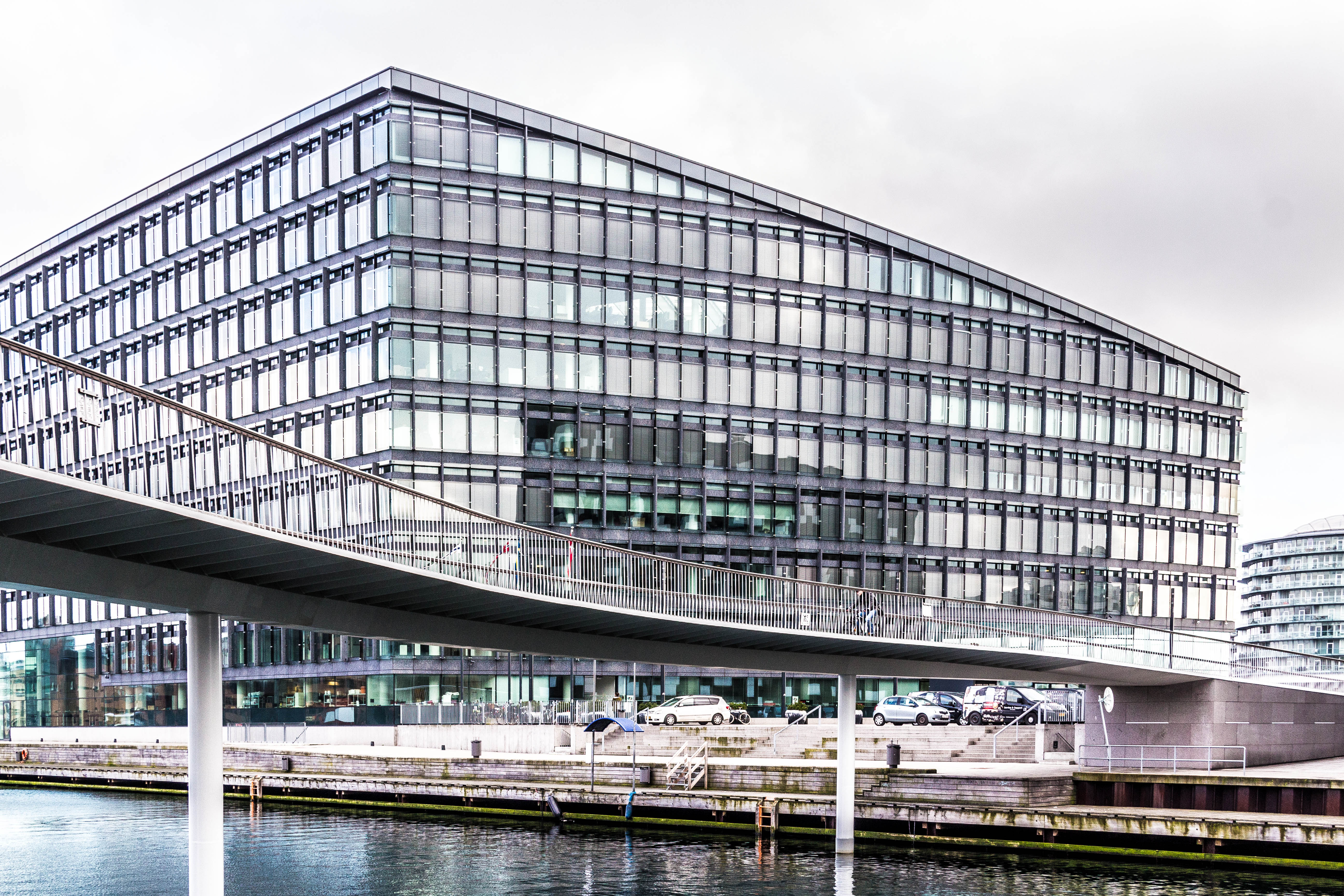
Fahrradschlange, Havneholmen

## Universitätsroute
Über die Fahrradschlange führt die rund 3 Kilometer lange Universitätsroute (dänisch: Universitetsruten) im Netz der „Grünen Radwege“ (dänisch: Grønne Cykelruter) von Kopenhagen.

## Auszeichnungen
Die Fahrradschlange wurde unter anderem mit einem ersten Preis beim WAN Transport Award 2014, der Auszeichnung Store Arne der Dänischen Architektenvereinigung 2015, dem Europäischen Preis für öffentlichen Stadtraum 2016 und dem Icon Award beim Danish Design Award 2018 prämiert.